# 久米田夏緒
久米田夏緒是日本漫畫家，女性。

## 作品
- News Parade異界遊記，原名，全1冊，長鴻代理。
- 手機情話，原名，全1冊，長鴻代理。
- 我們的奇蹟，原名，連載中，日版單行本既刊20巻；長鴻代理，台版單行本5卷。

## 外部連結
- くめた日記 （页面存档备份，存于）（日語）
- 久米田夏緒的X（前Twitter）（日語）